# Agustín Verdugo
Fabio Agustín Verdugo (San Rafael, 18 settembre 1997) è un calciatore argentino, centrocampista dei Rangers de Talca.

## Caratteristiche tecniche
È un centrocampista centrale.

## Carriera
Cresciuto nelle giovanili del Godoy Cruz, ha esordito in prima squadra il 7 maggio 2015 in occasione del match pareggiato 0-0 contro il Defensa y Justicia

## Statistiche

### Presenze e reti nei club
Statistiche aggiornate al 13 marzo 2018.
| Stagione        | Squadra         | Campionato      | Campionato | Campionato | Coppe nazionali | Coppe nazionali | Coppe nazionali | Coppe continentali | Coppe continentali | Coppe continentali | Altre coppe | Altre coppe | Altre coppe | Totale | Totale | Totale |
| Stagione        | Squadra         | Comp            | Pres       | Reti       | Comp            | Pres            | Reti            | Comp               | Pres               | Reti               | Comp        | Pres        | Reti        | Pres   | Reti   |        |
| --------------- | --------------- | --------------- | ---------- | ---------- | --------------- | --------------- | --------------- | ------------------ | ------------------ | ------------------ | ----------- | ----------- | ----------- | ------ | ------ | ------ |
| 2016-2017       | Godoy Cruz      | PD              | 8          | 0          | CA              | 2               | 0               | CL                 | 1                  | 0                  |             | -           | -           | 11     | 0      |        |
| 2017-2018       | Godoy Cruz      | PD              | 5          | 0          | CA              | 0               | 0               |                    | -                  | -                  |             | -           | -           | 5      | 0      |        |
| Totale carriera | Totale carriera | Totale carriera | 13         | 0          |                 | 2               | 0               |                    | 1                  | 0                  |             | -           | -           | 16     | 0      |        |